# 新野七瀬
新野 七瀬（しんの ななせ、1997年8月7日 - ）は、日本の女優。大阪府豊中市出身。ベンヌ所属。
慶應義塾女子高等学校を経て、2021年9月に慶應義塾大学法学部政治学科を卒業。

## 経歴
第4回JUNON produce Girls CONTEST ファイナリスト

## 人物
趣味は、映画鑑賞・アクション。特技は、フランス語・ダンス。

## 出演作品

### 映画
- 脳漿炸裂ガール（2015年、アベユーイチ監督）
- 猫忍（2017年、渡辺武監督） - 幸子 役
- DANI DANI[6]（2019年、小松梨紗子監督） - 少女A 役 ※主演[注 1]
- HITOMA（2019年） ※短編（第31回東京学生映画祭上映作品）
- 桜色の風が咲く（2022年、松本准平監督） - 水川真美 役 [7]

### テレビドラマ
- 封刃師 第3話・第4話（2022年1月30日・2月6日、ABC・テレビ朝日） - 神代陽菜 役[8][9]
- 監察の一条さん（2022年6月29日、テレビ朝日）[10]
- ひだまりが聴こえる（2024年7月17日・8月7日・8月14日、テレビ東京）- 恵 役　[11][12]

### テレビ
- 全力坂[13]（2019年8月27日・9月2日、テレビ朝日）
- 大学キングダム[14]（2019年12月14日、AbemaTV）

### 舞台
- 21g座復活公演『復刻版初回生産限定盤』（2020年2月）
- カクシンハン 第14回公演『ナツノヨノ夢』A “Mad”summer Night's Dream[15]（2020年5月）
- 江古田のガールズ『遺作』[16][17]（2020年12月）
- オフィス上の空 6団体プロデュース「１つの部屋のいくつかの生活 #3」Pandemic Design『犠牲と補正』[18]（2021年4月）
- しらくらの新時代劇 第1幕『荒神-あらじん-』[19][20]（2022年4月）
- "STRAYDOG" 30th Anniversary Produce『嫌われ松子の一生』（2023年11月 - 12月）[21]

### 広告
- 『バンクシー展天才か反逆者か』CM(2020年)
- 「マジック:ザ・ギャザリング」MTGアリーナ(2021年)
- 『イニストラード：真夜中の狩り』特別CM映像「マジック探検隊～狼男編～」- マジック:ザ・ギャザリング(2021年)
- 『イニストラード：真紅の契り』特別CM映像「マジック探検隊～吸血鬼編～」- マジック:ザ・ギャザリング(2021年)
- アイリスオーヤマServi「配膳まかせてロボ篇」(2021年)
- シオノギヘルスケア株式会社「リンデロンVs」シリーズの新TVCM「春夏秋冬リンデロン」篇(2023年)